# FK Minerva Halle
Der FK Minerva Halle war ein deutscher Fußballclub aus Halle (Saale), der von 1909 bis 1933 existierte. Der Arbeiterverein spielte während des Ersten Weltkrieges innerhalb des Verbandes Mitteldeutscher Ballspiel-Vereine in der erstklassigen Gauliga Saale. Danach agierte er in den Meisterschaften des Arbeiter-Turn- und Sportbundes (ATSB). In der Spielzeit 1920/21 erreichten die Hallenser erstmals die Endrunde des ATSB, in der sie im Spiel um die mitteldeutsche Meisterschaft dem dreifachen ATSB-Bundesmeister TB Leipzig-Stötteritz mit 1:2 unterlagen. In der Folgezeit spielte die Minerva im Arbeiterfußball keine überregionale Rolle mehr, weitere Finalteilnahmen wurden nicht vollzogen. Mit der Machtergreifung der Nationalsozialisten wurde der FK Minerva Halle im Jahr 1933 aufgelöst.

## Statistik
- Endrunde ATSB-Bundesmeisterschaft: 1920/21 (VF)